# Осиновый лес

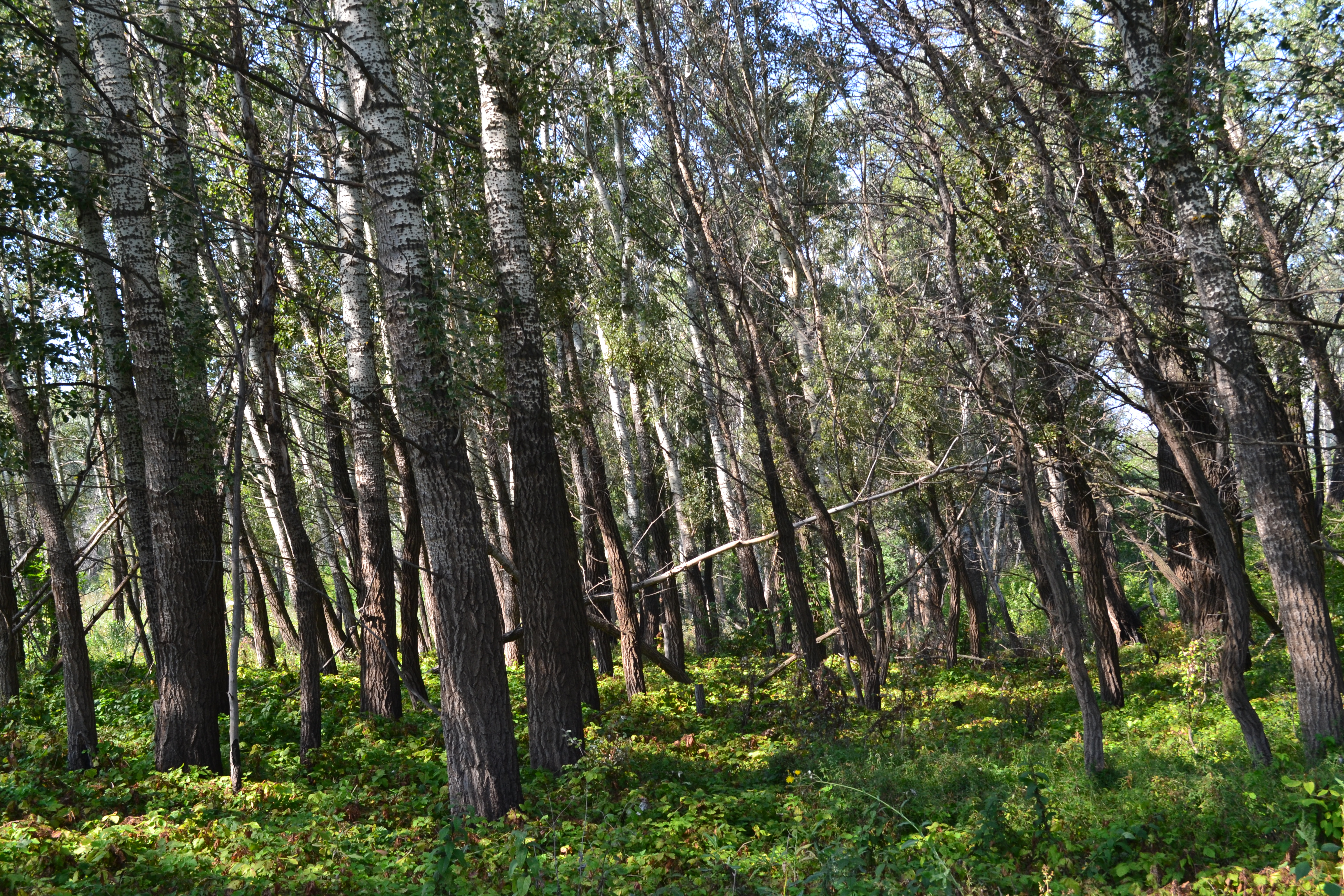
Осиновый лес в Оренбургской области

Осиновый лес, или осинник — лес, главной лесообразующей породой которого является осина. Осиновые леса — мелколиственные листопадные леса.
Имеют широкое распространение в Северном полушарии Западной Европы и Северной Америки. На территории России и Постсоветского пространства произрастают лишь в наиболее богатых содержащих большое количество элементов питания почвах и в условиях благоприятного климата. Особенно распространены в южной части лесной зоны Европы, лесостепи и на юге Западной Сибири, где они, относясь к производным, сменяют древостой первичных лесов. В условиях степи образуют небольшие участки древостоя, именуемые колками.

## Типы осинового леса
Свойственными для осинового леса, как и для соснового, елового и дубового, являются сложные, кислотные и черничные группы типов леса. Осиновый лес характеризуется примесью присущих коренным лесам древесных пород: ели, пихты, сосны, дуба и липы. А в более редких случаях — берёзы и ольхи серой. На свежих дерново-среднеподзолистых суглинистых почвах на покровном суглинке произрастают сложные по структуре осинники, обладающие многообразием по составу. Многие из них имеют три яруса: основной полог первого яруса, который состоит из осины и берёзы, второй, который состоит из ели, дуба и ольхи серой, а также третий, который состоит из подроста. Живой напочвенный покров представлен майником, зеленчуком, снытью, кислицей, папоротником, таволгой и крапивой.

## Значение
Древесина осинового леса издревле имела большую ценность как в строительстве, так и в быту. Например, в Древней Руси купола храмов покрывались гонтом, сделанным из осины. А также имела широкое использование в изготовлении оконных рам, посуды, мебели и украшений. В настоящее время она используется в производстве спичек, бумаги, древесного угля, зубочисток, целлюлозы и бытовых приборов.